# Renard R-36
Renard R-36 – belgijski samolot myśliwski skonstruowany przez Alfreda Renarda pod koniec lat 30. XX wieku. Wybudowano trzy egzemplarze prototypowe.

## Historia
W 1936 roku belgijski konstruktor Alfred Renard zaprojektował i zbudował samolot myśliwski. Była to nowoczesna, jednomiejscowa konstrukcja, całkowicie metalowy dolnopłat z kroplową owiewką i chowanym podwoziem. Maszynie starano się nadać czystą linię aerodynamiczną redukującą opory powietrza. Makieta samolotu została zaprezentowana publicznie w 1937 roku podczas salonu lotniczego w Brukseli. Gotowy prototyp oznaczony jako R-36 (z cywilną rejestracją OO-ARW) do swojego pierwszego lotu wzbił się 5 listopada 1937 roku. Za jego sterami siedział Georges Van Damme. W powietrzu zachowywała się bardzo poprawnie, a jego osiągi wzbudziły zainteresowanie Francji, której przemysł lotniczy właśnie wychodził z kryzysu, jakim była nacjonalizacja. Prototypowa maszyna wylatała łącznie 75 godzin, a za jej sterami zasiadło ośmiu pilotów. Niestety podczas jednego z lotów oderwana radiostacja zablokowała stery maszyny powodując jej katastrofę i śmierć pilota Erica de Sopelberga. Niektóre źródła wskazują, jakoby przyczyną katastrofy był sabotaż. Belgijskie Siły Powietrzne były w przededniu zakupu samolotów Hawker Hurricane, a udana konstrukcja rodzimego przemysłu mogła pokrzyżować plany brytyjskiego producenta.

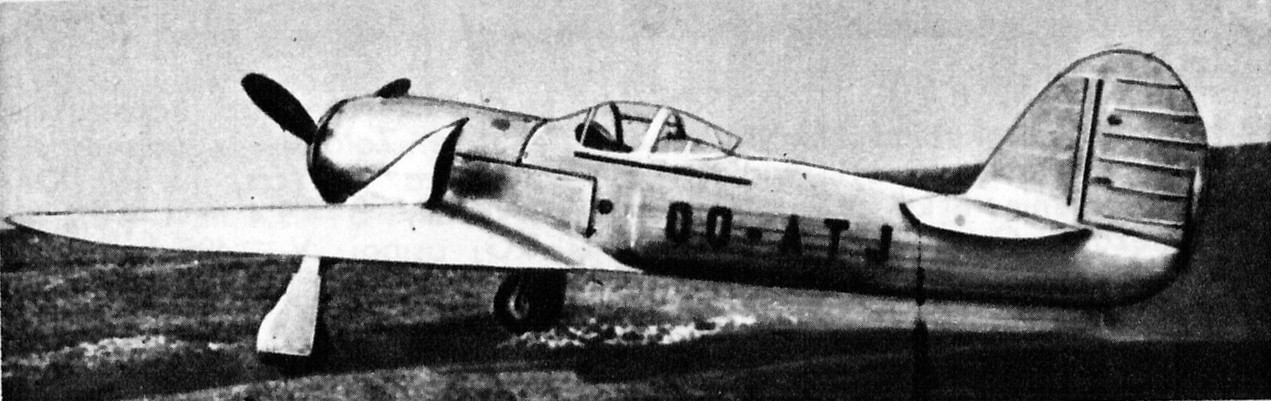
Renard R.37

Efektem zainteresowania Francji była budowa maszyny oznaczonej jako R-37. Samolot otrzymał nową jednostkę napędową, francuski silnik gwiazdowy Gnome-Rhône 14N-21 o mocy 770 kW (1050 KM). Nowy silnik wymusił przekonstruowanie przedniej części kadłuba. Zmieniono również uzbrojenie maszyny, rezygnując z działka Hispano-Suiza kalibru 20 mm strzelającego przez wał śmigła oraz czterech karabinów maszynowych Browning kalibru 7,7 mm na rzecz dwóch karabinów Madsen kal. 13,2 mm zamontowanych w skrzydłach. Przewidziano również możliwość przenoszenia ośmiu bomb o wagomiarze 10 kg lub wyrzutnik granatów. Specjalnie wyprofilowane rury wydechowe dawały dodatkowy, niewielki ciąg. Niezdatny jeszcze do lotu prototyp zaprezentowano publicznie w lipcu 1939 roku na ostatnim przed wojną salonie lotniczym w Brukseli. Po zajęciu kraju przez Niemców, przechwycili oni maszynę w Evere. Samolot posiadał znaki rejestracyjne OO-ATJ i prawdopodobnie został przez Niemców przetestowany w locie. 
Trzecią maszyną prototypową powstałą na bazie wersji R-36 był myśliwiec R-38. Zastosowano w nim silnik Rolls-Royce Merlin II o mocy 758 kW (1031 KM). Samolot oblatano 4 sierpnia 1938 roku i wykonano na nim pełny cykl prób. Po napaści Niemiec na Belgię, myśliwiec został ewakuowany do Francji, po ataku na Francję planowano przebazować samolot do Maroka, jednak nie udało się tego dokonać i maszyna uległa zniszczeniu w Bordeaux. Podobny los był udziałem wysokościowej wersji samolotu oznaczonej jako R-40. Maszyna miała być wyposażona w silnik wersji R-38, ale z ciśnieniową kabiną pilota. Nieukończony prototyp ewakuowano do Francji, gdzie został przejęty przez Niemców.

## Konstrukcja
Jednoosobowy, wolnonośny dolnopłat o całkowicie metalowej konstrukcji. Podwozie trójpodporowe z tylnym kółkiem ogonowym, podwozie główne chowane do wnęk w skrzydłach. Początkowo maszyna miała śmigło nastawiane na ziemi, zamienione jednak na przestawialne w locie. Kabina pilota zamknięta z owiewką przesuwaną do tyłu. Usterzenie klasyczne.